# روبنس باریکلو
روبنس باریکلو (انگلیسی: Rubens Barrichello؛ زاده ۲۳ مهٔ ۱۹۷۲) ، یک راننده فرمول یک اهل برزیل است.